# Joseph Teran
Joseph Teran (* 1977) ist ein US-amerikanischer Mathematiker, der sich mit numerischer Lösung partieller Differentialgleichungen und Computergrafik befasst. Er ist Professor an der University of California, Los Angeles (UCLA).
Ternan erhielt 2000 seinen Bachelor-Abschluss an der University of California, Davis und wurde 2005 an der Stanford University bei Ronald Fedkiw promoviert (Novel Finite Element Algorithms With Applications To Skeletal Muscle Simulation). Als Post-Doktorand war er am Courant Institute. 2007 wurde er Assistant Professor und 2011 Associate Professor an der UCLA. Er ist Fellow der American Mathematical Society.
Er befasst sich mit der Modellierung elastischer Objekte (wie Haare, Muskeln, Haut) und Flüssigkeiten zum Beispiel für Filmanimation, Biomechanik und virtuelle Chirurgie.
2011 erhielt er einen Presidential Early Career Award und 2010 einen Young Investigator Award des Office of Naval Research. 2008 wählte ihn Discover Magazin unter die 40 innovativsten Wissenschaftler unter 40 Jahren.

## Schriften
- mit Aleka MacAdams, Stanley Osher: Crashing Waves, Awesome Explosions, Turbulent Smoke, and Beyond: Applied Mathematics and Scientific Computing in the Visual Effects Industry. In: Notices of the AMS. Band 57, 2010, Nr. 5, S. 614–623, Online
- mit A. McAdams, E. Sifakis: A Parallel Multigrid Poisson Solver for Fluids Simulation on Large Grids. In: M. Otaduy, Z. Popovic: ACM SIGGRAPH/Eurographics Symposium on Computer Animation (SCA). 2010, S. 1–10
- mit  E. Sifakis, S. Blemker, V. Ng Thow Hing, C. Lau, R. Fedkiw: Creating and simulating skeletal muscle from the Visible Human Data Set. In: IEEE Transactions on Visualization and Computer Graphics. Band 11, 2005, S. 317–328
- mit G. Irving, R. Fedkiw: Invertible Finite Elements for Robust Simulation of Large Deformation. In: R. Boulic, D. Pai: ACM SIGGRAPH/Eurographics Symposium on Computer Animation (SCA). 2004, S. 131–140
- mit E. Sifakis, G. Irving, R. Fedkiw: Robust Quasistatic Finite Elements and Flesh Simulation. In: K. Anjyo, P. Faloutsos: ACM SIGGRAPH/Eurographics Symposium on Computer Animation (SCA). 2005, S. 181–190
- mit Z. Bao, J.-M. Hong, R. Fedkiw: Fracturing Rigid Materials. In: IEEE Transactions on Visualization and Computer Graphics. Band 13, 2007, S. 370–378
- mit A. McAdams, K. Ward, E. Sifakis, A. Selle: Detail Preserving Continuum Hair Simulation. In: ACM Transactions on Graphics (SIGGRAPH 2009). Band 28, 2009, S. 385–392